# 1524年
| 千纪： | 2千纪 |
| 世纪： | 15世纪 \| 16世纪 \| 17世纪                                                                                 |
| 年代： | 1490年代 \| 1500年代 \| 1510年代 \| 1520年代 \| 1530年代 \| 1540年代 \| 1550年代                           |
| 年份： | 1519年 \| 1520年 \| 1521年 \| 1522年 \| 1523年 \| 1524年 \| 1525年 \| 1526年 \| 1527年 \| 1528年 \| 1529年 |
| 纪年： | 甲申年（猴年）；明嘉靖三年；越南統元三年；日本大永四年                                                     |

## 大事记
- 6月1日，德意志農民戰爭爆发
- 7月28日，危地马拉城由西班牙殖民者建成
- 8月21日，爆發左順門事件，為時三年的大禮議以朱厚熜獲勝告終。
- 土默特部首領吉囊第一次征討兀良哈部。
- 科尔蒂斯派阿尔瓦拉多率兵逐次征服马雅各族。
- 義大利探險家喬瓦尼·達韋拉扎諾受法國委託探訪北美洲東岸，發現紐約，當時約5000位勒納佩族人居住於此區域。

## 出生
- 5月28日，塞利姆二世，奥斯曼帝国苏丹

## 逝世
- 5月23日，伊斯玛仪一世，波斯萨非王朝奠基者
- 12月24日——達迦馬，葡萄牙探險家